# 不相容成分
不相容成分是一个于岩石学和地球化学中使用的术语。 
在对部分熔融的地幔和地壳以及岩浆和岩浆衍生物的分析结晶过程中，一些难以进入矿物中阳离子聚集区域的元素集中在液态的熔浆里。不相容成分是指因大小或者电荷而不能进入矿物中阳离子聚集区域的元素，它是由介于造岩矿物和岩浆之间小于1的分配系数确定的。
有两组很难转为固体阶段的元素以其简称而广为人知。一组元素含有较大的离子半径，这组包括钾，铷，铯，锶，钡（这组元素又称为LILE，或者大型亲岩元素离子），另一组元素含有较高的离子化合价，这组包括锆，铌，铪，稀土元素，钍，铀和钽（这组元素又称为HFSE，或者高场强元素）。